# AEC Type Y
L' AEC Type Y est le premier camion fabriqué et commercialisé par le constructeur britannique AEC entre 1915 et 1922.
Il est le poids lourd emblématique de l'armée britannique lors de la Première Guerre mondiale. Il a aussi été utilisé par l'armée américaine en France pendant les dernières années de la guerre.

## Historique

### Lancement
L'AEC Type Y a été présenté par AEC (Associated Equipment Company) en mars 1915. Il s'agissait d'un développement du prototype AEC Type X précédent, ce dernier étant lui même un développement du Type W avec des composants plus lourds. Bien que la société AEC ait été créée en 1912, un accord stipulait que tous les produits seraient commercialisés par Daimler et porteraient la marque de ce dernier (les AEC étaient munies de moteurs allemands Daimler à la suite d'un contrat entre les deux entreprises).
En juin 1916, l'usine AEC de Walthamstow est placée sous le contrôle direct du Gouvernement du Royaume-Uni et depuis lors, les camions arborent la marque AEC, bien que le radiateur typique Daimler et monté sur le Type Y ait été conservé.

### Le Type Y durant la Première Guerre mondiale
Le Type Y a été très utilisé par les forces britanniques pendant la Première Guerre mondiale. En 1917, AEC a même installé une chaîne de montage mobile permettant à l'usine de produire 130 châssis par semaine. Le type Y a également été utilisé par l'armée américaine en France. Avant l'armistice de 1918, AEC avait construit 8 821 exemplaires du Type Y, dont 5 200 étaient équipés du moteur Tylor.

### Entre-deux-guerres
Le War Office britannique a acheté 822 exemplaires supplémentaires Type Y en 1919. Le modèle est resté en production pour les clients civils jusqu'en 1922. Un certain nombre ont été revendus à des opérateurs civils après la guerre par l'armée, pour une transformation destinée à être utilisée comme autobus. Au total, environ 10 000 exemplaires seront produits.

### Résumé du Type Y
- 1913 / 1914 : projet puis création de prototypes AEC Type W et Type X.
- 1915 : production des premiers modèles Type Y avec moteurs Daimler.
- 1917 : production du modèle Type YA avec moteurs Tylor en remplacement du Daimler puis les Type YB et YC
- 1919-1922 : production pour les clients civils et modification des versions militaires en autobus.
- 1922 : arrêt définitif.

| Générations                             | Production                 | Dérivés                           | Modèles similaires |
| --------------------------------------- | -------------------------- | --------------------------------- | ------------------ |
| AEC Type Y / YA / YB / YC (1915 - 1922) | Environ 10 000 exemplaires | AEC Type W et Type X (prototypes) | Berliet CBA        |

## Caractéristiques

### Dimensions
|                             | AEC Type W / X (1914) | AEC Type Y / YA / YB / YC (1915-1922) |
| --------------------------- | --------------------- | ------------------------------------- |
| Longueur                    |                       | 7 160 mm                              |
| Largeur (sans rétroviseurs) |                       | 2 110 mm                              |
| Hauteur                     |                       | 3 100 mm                              |
| Empattement                 |                       | 4 340 mm                              |
| Porte-à-faux                |                       |                                       |
| Rayon de braquage           |                       |                                       |
| Angle d’attaque / Fuite     |                       |                                       |
| Masse à vide                |                       | 4 280 kg                              |
| P.T.A.C.                    |                       | 7 280 kg                              |
| P.T.R.A.                    |                       |                                       |
| Volume de chargement        |                       |                                       |
| Réservoir à combustible     |                       |                                       |

### Chaîne cinématique

#### Moteur
Le Type Y pouvait être équipé de deux motorisations différentes en essence uniquement,.
| Modèle                | Construction | Moteur + Nom                 | Norme Euro   | Cylindrée + Alésage x course | Performance                    | Couple               | Vitesse maxi         | Consommation + CO2    |
| --------------------- | ------------ | ---------------------------- | ------------ | ---------------------------- | ------------------------------ | -------------------- | -------------------- | --------------------- |
| AEC Type Y            | 1915 - 1917  | 4 cylindres en ligne Daimler | Aucune norme | 5 700 cm3 (5,7 L) .          | 29,4 kW (40 ch) à 1 300 tr/min | ... N m à ... tr/min | 19 km/h (en moyenne) | ... l/100 km ... g/km |
| AEC Type YA / YB / YC | 1917 - 1922  | 4 cylindres en ligne Tylor   | Aucune norme | 7 700 cm3 (7,7 L) .          | 36 kW (49 ch) à 1 300 tr/min   |                      |                      |                       |

### Boite de vitesses
Le Type Y sera équipé d'une boite de vitesses manuelle à 4 rapports. Le premier rapport sert à "décoller" le véhicule ; le 4e sera en prise directe.
|        | Régime de ralentie | Vitesse de croisière | Vitesse maxi | Régime maxi  |
| ------ | ------------------ | -------------------- | ------------ | ------------ |
| Neutre | 200 tr/min         | -                    | -            |              |
| 1re    | -                  | -                    | 5 km/h       | 1 300 tr/min |
| 2e     | -                  | Au pas               |              | 1 300 tr/min |
| 3e     | -                  |                      |              | 1 300 tr/min |
| 4e     | -                  | 20 km/h              |              | 1 300 tr/min |
| R      | -                  |                      |              | 1 300 tr/min |

### Transmission
La transmission sera entraînée à l'arrière par chaîne (à axes rivés ou en option goupillés) sur un différentiel qui est équipé de roues jumelées. Ce type de transmission très archaïque est simple et solide, et peut être facilement réparé. La transmission à cardans, peu utilisée car il faut payer les droits de licence à l'ingénieur italien qui l'a inventée, est encore peu utilisée sur les camions dont les démarrages sont trop souvent brutaux, comme le Type Y ou le Berliet CBA.

### Mécanique
Le véhicule ne dispose pas de système de freinage sur les roues avant. Il possède deux freins à mâchoires situées sur la face interne des roues arrière et un frein sur l'arbre en sortie de différentiel. Ce dernier, actionné au pied, sert pour les ralentissements ou le freinages de courte durée ; pour le freinage « de fatigue » ou d’urgence, le chauffeur doit actionner les freins sur roues à l’aide d’un levier manuel.
Niveau suspension, le Type Y est muni de ressort à lames sur les deux essieux.

### Châssis et carrosserie
Le Type Y avait une cabine ouverte recouverte d'une bâche en toile et une carrosserie fixe en bois, typique des véhicules de charge militaires de l'époque. Le modèle YB a bénéficié d'un cadre en acier embouti et a été remplacé par le YC.